# Олдем (район)
Олдем (англ. Oldham) — метрополитенский район (боро) в церемониальном графстве Большой Манчестер в Англии. Административный центр — город Олдем.

## География
Район расположен в восточной части графства Большой Манчестер, граничит с графствами Уэст-Йоркшир и Дербишир.

## Состав
В состав района входят 5 городов:
- Олдем
- Ройтон
- Фэйлзуорт
- Чаддертон
- Шо энд Кромптон

1 территория (англ. Unparished area):
- Лис

и 1 община (англ. Civil parish): 
- Садлворт